# Stanley Thatcher Blake
Stanley Thatcher Blake (1910 - 24 februari 1973) was een Australisch botanicus die voorzitter was van het Royal Society of Queensland en verbonden was met het Queensland Herbarium van 1945 tot aan zijn dood.

## Achtergrond
Voorafgaand aan zijn periode bij het Herbarium, ontving Blake het Walter and Eliza Hall Fellowship dat hem in staat stelde om expedities te ondernemen in westelijk Queensland om botanisch materiaal te verzamelen (1935-1937).
Blake was ook betrokken bij het valideren van de naam Melaleuca quinquenervia, die oorspronkelijk voorgesteld was door Antonio José Cavanilles (1745-1804).
- Author citation (botany): S.T.Blake
- International Standard Name Identifier: 0000 0000 6521 9151
- Système universitaire de documentation: 169746992
- Museum of New Zealand Te Papa Tongarewa: 2989
- Virtual International Authority File: 304022808